# Cratere Valdebron
Valdebron è un cratere sulla superficie di Giapeto.